# Canaguaro (Meta)
Canaguaro es un centro poblado del municipio de Granada, en el departamento del Meta, Colombia. Está localizado en la región central del país, aproximadamente a 90 km de Villavicencio, capital del Meta, y aproximadamente a 200 km de Bogotá, la capital de la República de Colombia.

## Geografía
La altitud del municipio es de 1151 metros sobre el nivel del mar, con una latitud de 3.43903° norte y una longitud de -73.757° oeste, y una temperatura que oscila alrededor de los 28 °C.

## Turismo
Canaguaro, está llena de lugares turísticos, por su belleza natural, con sus hermosos paisajes a la llanura, y una exquisita gastronomía.